# Discografia Elenei Gheorghe
Următorul articol prezintă discografia interpretei Elena Gheorghe,  (n. 30 iulie, 1985) , ce abordează genul  muzică pop/latino, din România. Ea a cântat în trupa de muzică latino Mandinga, alături de care a lansat două albume și 3 single-uri, două de top zece, iar cel mai mare hit se numește „Soarele meu” și a ajuns pe locul 3 în Romanian Top 100.
Primul single din cariera solo, „Vocea ta” a devenit și primul ei top 10 independent. Cel de-al doile disc single lansat, „Ochii tăi căprui” a ajuns pe locul 21 în Romanian Top 100, primind premiul pentru „Cea Mai Bună Piesă a anului 2007” la ediția din acel an a Romanian TopHit Music Awards.  „Te Ador” a ajuns pe locul 24 în clasamentul celor mai difuzate piese la radio și tv în România, iar „Până la stele” nu a ajuns hit, fiind ultima piesă a Elenei lansată în limba română.
În anul 2009 Elena a reprezentat România la Concursul Muzical Eurovision 2009, cu piesa „The Balkan Girls”, care a ajuns în finală, dar s-a clasat doar pe locul 19, totuși devenind primul ei hit internațional, și primul number-one în Romanian Top 100, devansând-o pe Lady Gaga.
„Disco Romancing” este primul ei cântec house. A fost un succes comercial, atingând locul 2 în țara natală, videoclipul a depășit un milion de vizualizări pe YouTube, fiind un mare hit al verii 2010. Următorul ei single va fi „I'm On Fire”.

## Materiale discografice

### Albume de studio
| An   | Informații                       | Discuri single   |
| ---- | -------------------------------- | ---------------- |
| 2003 | ...de corazón - Gen: Latino, pop | - „Doar cu tine” |
| 2005 | Soarele Meu - Gen: Latino, pop   | - „De Crăciun”   |

| An   | Informații                       | Discuri single                                                                            |
| ---- | -------------------------------- | ----------------------------------------------------------------------------------------- |
| 2006 | Vocea ta - Gen: latino, pop      | - „Vocea ta” - „Ochii tăi căprui”                                                         |
| 2007 | Te ador - Gen: dance, house, pop | - „Te Ador” - „Până la stele” - „The Balkan Girls”                                        |
| 2012 | Disco Romancing - Gen: dance     | - The Balkan Girls - Disco Romancing - Midnight Sun - Your Captain Tonight - Amar Tu Vida |

### Albume de compilație
| An   | Informații                            | Discuri single |
| ---- | ------------------------------------- | -------------- |
| 2008 | Lilicea Vreariei - Gen: etno, aromână | nicun extras>  |

## Extrase pe single
| An   | Titlu              | RT100 [A] | Format                  | Album    | Note                                   |
| ---- | ------------------ | --------- | ----------------------- | -------- | -------------------------------------- |
| 2006 | „Vocea Ta”         | 8         | CD,[B] descărcare       | Vocea ta |                                        |
| 2007 | „Ochii tăi căprui” | 21        | CD,[B] descărcare       | Vocea ta | —                                      |
| 2008 | „Te ador”          | 24        | CD,[B] descărcare       | Te Ador  |                                        |
| 2008 | „Până la stele”    | [▲]       | CD,[B] descărcare       | Te Ador  |                                        |
| 2009 | „The Balkan Girls” | 1         | maxi-single, descărcare | Te Ador  | Reprezintă Romănia la Eurovision 2009. |
| 2010 | „Disco Romancing”  | 1         | descărcare              | VFA      |                                        |
| 2010 | „I'm On Fire”      | VFL       | descărcare              | VFA      |                                        |

### Cântece notabile
| Titlu | Format            | Album             | Note    | Referințe                                                  |
| ----- | ----------------- | ----------------- | ------- | ---------------------------------------------------------- |
| 2007  | „Jumătate”        | CD,[B] descărcare | Te ador | Descărcată digitală masivă.                                |
| 2007  | „My Superstar”    | descărcare        | Te ador | Colaborare cu Ciro de Luca, difuzată în iarna anului 2007. |
| 2009  | „I Need An Angel” | —                 | —       | Compoziție înscrisă la un concurs de compoziție muzicală   |

Note
- ▲ ^ Publicarea clasamentului în timpul promovării pieselor a fost stopată.
- A ^ Clasările obținute în ierarhia Romanian Top 100.
- B ^ Cântecul se comercializează în format CD doar ca parte a albumului de proveniență.

## Videoclipuri
| Anul | Cântecul                 | Regia    |
| ---- | ------------------------ | -------- |
| 2006 | „Vocea ta”               |          |
| 2007 | „Ochii tai caprui”       |          |
| 2008 | „Te ador”                |          |
| 2008 | „Pana la stele” >        |          |
| 2009 | „The Balkan Girls” (ESC) | niciunul |
| 2009 | „The Balkan Girls”       |          |
| 2010 | „Disco Romancing         |          |